# Sec-Butyllithi
sec-Butyllithi là một hợp chất cơ kim có công thức hóa học là CH3CHLiCH2CH3, viết tắt là s-BuLi. Đây là một loại thuốc thử hữu cơ lithi được sử dụng như một nguồn sản xuất s-Butyl carbanion trong tổng hợp hữu cơ.

## Tổng hợp
s-BuLi có thể được điều chế bằng phản ứng của sec-butyl halogenua với kim loại lithi:
Liên kết carbon-lithi có độ phân cực cao, tạo ra carbon base giống như trong các thuốc thử hữu cơ lithi khác. s-butyllithi có tính base mạnh hơn n-butyllithi. Nó cũng bị cản trở nhiều hơn, mặc dù nó vẫn hữu ích cho việc tổng hợp.

## Ứng dụng
s-BuLi được sử dụng để khử các acid carboxylic mà thuốc thử thông thường n-BuLi không làm được. Tuy nhiên, nó có tính base mạnh nên việc sử dụng nó đòi hỏi sự cẩn thận hơn so với n-BuLi. Ví dụ diethyl ether bị phân hủy bởi s-BuLi ở nhiệt độ phòng trong vài phút, trong khi các dung dịch ether của n-BuLi ổn định. Nhiều biến đổi liên quan đến s-BuLi tương tự như những biến đổi liên quan đến thuốc thử hữu cơ lithi khác. Ví dụ, s-BuLi phản ứng với các hợp chất cacbonyl và este để tạo thành ancol. Với đồng (I) iodide, s-BuLi tạo thành lithium di-sec-butylcuprates. Hai phản ứng đầu tiên cũng có thể được thực hiện bằng cách sử dụng sec-butylmagnesium bromide, thuốc thử Grignard, trên thực tế, thuốc thử sau là thuốc thử điển hình cho mục đích này.